# كورت شتندال
كورت شتندال (بالدنماركية: Kurt Stendal)‏ هو مدرب كرة قدم ولاعب كرة قدم دنماركي في مركز الوسط، ولد في 19 فبراير 1951 في فريدريكسبرغ في الدنمارك، وتوفي في 21 أغسطس 2019 في Værløse ‏ في الدنمارك. شارك مع منتخب الدنمارك لكرة القدم. أما مع النوادي، فقد لعب مع شتورم غراتس وفيدوفري.

## وصلات خارجية
- كورت شتندال على موقع قاعدة بيانات كرة القدم.إي يو (الإنجليزية)
- كورت شتندال على موقع ناشيونال فوتبول تيمز (الإنجليزية)
- كورت شتندال على موقع عالم كرة القدم.نت (الإنجليزية)